# Брутус Біфкейк
Едвард Гаррісон Леслі (народився 21 квітня 1957 року) — американський професійний реслер на пенсії, найбільш відомий своєю роботою у Всесвітній Федерації Рестлінгу (WWF) під ринговим ім'ям Брутус «Цирульник» Біфкейк. Пізніше він працював у World Championship Wrestling (WCW) під різними іменами.
За свою кар'єру Леслі завоював дев'ять титулів і є колишнім Командним Чемпіоном Світу WWF з Грегом Валентайном. Він також змагався за головні одиночні титули на платних трансляціях і телебаченні, був хедлайнером Starrcade 1994 року в матчі проти тодішнього Чемпіона Світу WCW у важкій вазі Халка Хогана. Леслі був включений до Зали слави WWE у 2019 році Хоганом.